# Gemendhoo (Baa-atol)
Gemendhoo is een van de onbewoonde eilanden van het Baa-atol behorende tot de Maldiven.